# Cancellus macrothrix
Cancellus macrothrix is een tienpotigensoort uit de familie van de Diogenidae. De wetenschappelijke naam van de soort is voor het eerst geldig gepubliceerd in 1924 door Stebbing.